# يانغ تشونغ جيان
يانغ تشونغ جيان (بالصينية: 杨钟健) ‏ 1 يونيو 1897 – 15 يناير 1979 هو أحد علماء الأحفوريات الصينيين. وقد سُمّي «أبو علم الأحفوريات الفقارية في الصين».

## السيرة الذاتية

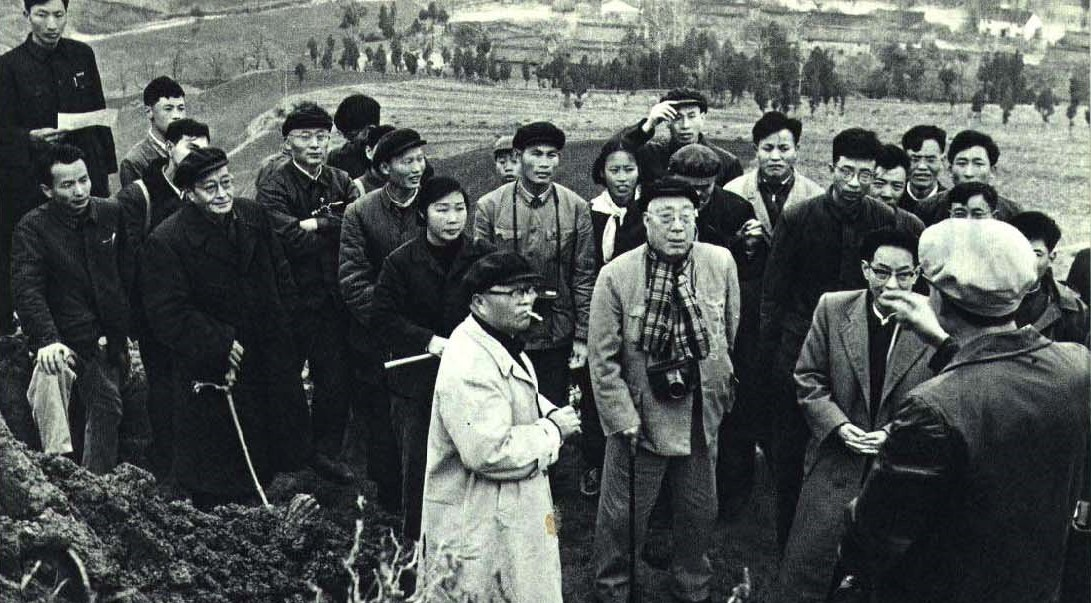
يانغ في موقع اكتشاف في عام 1965

وُلد يانغ في مقاطعة هوا في مدينة ينان التابعة لإقليم شنشي في الصين. تخرج من قسم الجيولوجيا من جامعة بكين في عام 1923، وفي عام 1927 حصل على الدكتوراه من جامعة لودفيغ ماكسيميليان في ميونخ في ألمانيا.

## الحياة العملية
في عام 1928 كان يعمل في مختبر أبحاث زينوزيك للمسح الجيولوجي في الصين وأشرف على أعمال التنقيب في موقع في تشوكوديان حيث اكتُشف إنسان بكين.
شغل منصب أستاذ في الجيولوجيا في جامعة بكين الصينية وجامعة نورث في مدينة شيان، وكان له دور أساسي في إنشاء معهد الحفريات الفقارية والباليوأنثروبولوجي في بكين، وهو اليوم يضم واحدة من أهم المجموعات الأحفورية للفقاريات في العالم. كان مدير معهد بكين للحفريات الفقارية ومتحف بكين للتاريخ الطبيعي.
أشرف على مجموعة من الحفريات في الأبحاث عن الديناصورات في الصين من عام 1933 حتى السبعينات من القرن العشرين. ترأس بعض أهم الاكتشافات الأحفورية في التاريخ، مثل العظايا المسطحة والأورنيثوبودات والصوروبودا والمامنتشيصور.